# Amerykańska Federacja Nauczycieli
Amerykańska Federacja Nauczycieli (ang. American Federation of Teachers, AFT) – drugi co do wielkości nauczycielski związek zawodowy działający na terenie Stanów Zjednoczonych (największym jest Krajowe Stowarzyszenie Edukacji).
AFT jest zrzeszony w centrali związkowej Amerykańskiej Federacji Pracy-Kongres Przemysłowych Związków Zawodowych (AFL-CIO).

## Historia
AFT został założony 15 kwietnia 1916 w Chicago. Charles Stillman był pierwszym prezesem, a Margaret Haley organizatorką krajową. 9 maja 1916 został przyjęty status AFT. Do 1919 organizacja posiadała 100 lokalnych filii i około 11 000 zrzeszonych nauczycieli, co stanowiło 1,5% kadry nauczycielskiej w kraju. Na początku związek różnił się od Krajowego Stowarzyszenia Edukacji (NEA) nieprzyjmowaniem administratorów szkół. W obliczu sprzeciwu ze strony polityków i rad oświatowych liczba członków AFT spadła do 7000 do 1930. W tym okresie organizacja miała niewielki wpływ na lokalną lub krajową politykę edukacyjną.
Liczba członków AFT wzrosła w czasie Wielkiego Kryzysu, osiągając 33 000 w 1939. W latach 30. AFT, którego członkowie historycznie byli nauczycielami szkół podstawowych, otworzył się na profesorów college'ów. Również w latach 30. Komunistyczna Partia Stanów Zjednoczonych zyskała wpływy w związku. W 1941 AFL zerwało współpracę z trzema lokalnymi związkami w Nowym Jorku i Filadelfii za zdominowanie przez komunistów. Podobne działania dotknęły prawie jednej trzeciej krajowych członków związku.
W 1989 AFL, w okresie transformacji systemowej w Polsce, pomagało w założeniu Fundacji Edukacja dla Demokracji (FED) mającej swoją siedzibę w Warszawie.
W 1960 liczba członków AFT wynosiła 59 000, w 1970 200 000, w 1980 550 000, w 2017 ok. 1 600 000, a w 2020 ok. 1 700 000 członków.